# Derry (Nova Hampshire)
Derry é uma vila localizada no estado americano de Nova Hampshire, no Condado de Rockingham. Foi incorporada em 1827.

## Geografia
De acordo com o United States Census Bureau, a vila tem uma área de 94,5 km², onde 92,2 km² estão cobertos por terra e 2,3 km² por água.

### Localidades na vizinhança
O diagrama seguinte representa as localidades num raio de 20 km ao redor de Derry. 

## Demografia
Segundo o censo nacional de 2010, a sua população é de 33 109 habitantes e sua densidade populacional é de 359 hab/km². É a quarta localidade mais populosa de Nova Hampshire. Possui 13 277 residências, que resulta em uma densidade de 143,96 residências/km².